# Esau de’ Buondelmonti
Esau de’ Buondelmonti (* um 1355 vermutlich in Florenz; † 6. Februar 1411 in Ioannina) herrschte von 1385 bis zu seinem Tod in Epirus.

## Leben
Esau war der Sohn des florentinischen Adligen Manente Buondelmonti und der Lapa Acciaiuoli. Seine Schwester Maddalena Buondelmonti war seit 1361 die Ehefrau von Leonardo I. Tocco, Pfalzgraf von Kefalonia und Zakynthos.
Zu einem unbekannten Zeitpunkt vor 1375 kam Esau von Italien nach Griechenland, wo mehrere seiner Verwandten mütterlicherseits sich im Dienste des Hauses Anjou bereits Domänen erworben hatten; sein Onkel Niccolò Acciaiuoli etwa war seit 1358 Herr von Korinth. Seine politische und militärische Karriere begann er am Hof seines Schwagers Leonardo Tocco auf der Insel Lefkada. 1378 gehörte Esau zu jenen fränkischen Rittern, die zusammen mit dem Großmeister des Johanniterordens, Juan Fernández de Heredia, bei Vonitsa in Akarnanien vom serbischen Herrscher von Epirus, Thomas Preljubović, gefangen genommen wurden. Er verbrachte mehrere Jahre in Preljubovićs Gewahrsam in Ioannina, wobei er schon bald mit dessen Frau Maria Angelina Dukaina Palaiologina, einer Tochter des thessalischen Zaren Simeon Uroš Palaiologos, ein heimliches Liebesverhältnis unterhielt.
Nach Preljubovićs Tod im Dezember 1384 übernahm dessen Witwe Maria die Regentschaft in Ioannina. Auf Anraten ihres Bruders und Beraters Jovan Uroš beteiligte sie Esau de’ Buondelmonti an der Herrschaft und heiratete ihn im Mai 1386. Im selben Jahr bekam Esau von einer Gesandtschaft des byzantinischen Kaisers Johannes V. den Despotentitel verliehen, womit seine Regierung gegenüber den griechischen Untertanen stärker legitimiert wurde. Der neue Fürst machte viele unpopuläre Maßnahmen seines Vorgängers rückgängig und rief auch Erzbischof Matthias aus dem Exil zurück.
Schon unmittelbar nach seiner Machtübernahme wehrte Esau 1385/86 einen Angriff des albanischen Despoten von Arta, Gjin Bua Shpata, ab. Um sich dauerhaft behaupten zu können, suchte er das Bündnis mit den Osmanen, die mittlerweile Makedonien erobert hatten und zur stärksten Macht auf dem Balkan aufgestiegen waren. 1386 ging er nach Edirne an den Hof des Sultans und wurde Vasall Murads I. Mit Hilfe türkischer und thessalischer Truppen konnte Esau seine Position gegenüber den Albanern bis zum Tod des Sultans in der Schlacht auf dem Amselfeld 1389 festigen und ausbauen. Danach zogen die türkischen Verbündeten ab. Ausgesprochen schlecht waren die Beziehungen des Despoten zur Republik Venedig, weil er mit der Salzgewinnung in Saiata (bei Butrint) das venezianische Salzmonopol unterlief.
Am 28. Dezember 1394 starb Esaus Gattin Maria und ein neuer Angriff der Albaner folgte. Der Konflikt wurde diplomatisch gelöst, indem Esau im Januar 1396 Irene, die Tochter Shpatas, heiratete. In der Folge stellte sich der Fürst zusammen mit seinen neuen albanischen Verbündeten gegen die Osmanen. Doch dieses Bündnis hielt nur kurze Zeit und hätte im Fall einer ernsthaften militärischen Kampagne der Türken auch keine Chance gehabt. 1399 zog Esau gegen Gjin Zenevisi im Norden. Er wurde aber bei Mesopotam besiegt und in Gjirokastra gefangengesetzt. Seine Freilassung erfolgte auf Vermittlung seiner Heimatstadt Florenz gegen die Zahlung von 10.000 Gulden Lösegeld. Über Korfu nach Ioannina zurückgekehrt, gewann Esau bei einem zweiten Aufenthalt in Edirne (1399/1400) die Unterstützung Bayezids I. für ein weiteres Vorgehen gegen die Albaner. Gestützt auf türkische Hilfstruppen, die sich aufgrund des innerosmanischen Bürgerkriegs nach 1402 ganz auf ihn verpflichteten, konnte Esau sein Gebiet im mittleren Epirus erfolgreich absichern.
Als Esau de’ Buondelmonti im Februar 1411 starb, weigerten sich die Großen des Landes, seinen jungen Sohn Giorgio aus dritter Ehe mit Eudokia Balšić als Erben anzuerkennen. Beide gingen nach 20-tägiger Herrschaft ins Exil. Zum neuen Fürsten von Epirus wurde Esaus Neffe Carlo I. Tocco gewählt.